# Estação Matosinhos Sul
A Estação Matosinhos Sul é parte do Metro do Porto. Localizada na cidade de Matosinhos, ela é servida pela linha A da Metro do Porto, perto da Praia de Matosinhos. Zona universitária servida por inúmeros restaurantes. Por esta zona passou em tempos a linha de Matosinhos-Praia.